# MakeBelieve
MakeBelieve was een Nederlandse rockband. De band werd in 2006 opgericht door Joey Dussel (zanger) en Pim de Mol (drummer) in Groningen en is geïnspireerd door bands als Paramore, Boys Like Girls en The Maine. Maar ze proberen een meer vrolijke en catchy draai aan het indierockgenre te geven.

## Biografie
Kort na de opstart van de band werd MakeBelieve uitgenodigd om tijdens Stofpop in de grote zaal van Paradiso te spelen. Een maand voor de show besluiten gitarist Marcel en bassist Maarten uit de band te stappen, daarom doen De Mol en Dussel een oproep via internet voor nieuwe bandleden. Daaruit selecteren ze Marvin Fockens (gitaar) en Jasper Mijwaard (basgitaar).
In 2008 neemt de band deel aan een door TMF georganiseerde wedstrijd. Daardoor winnen ze niet alleen een optreden in het TMF-programma Re-action, maar ook mogen ze het voorprogramma verzorgen van 30 Seconds to Mars in de Heineken Music Hall. Door dit optreden krijgen ze meer bekendheid en staan ze in het voorprogramma van Paramore in de Melkweg, staan ze twee jaar achter elkaar op EuroSonic en verschijnt MakeBelieve steeds vaker op de radio en televisie. Toch heeft het viertal het idee dat er iets mist in de sound en daarom wordt gitarist Björn Baay bij de band gehaald.
Met de huidige formatie van MakeBelieve plannen ze voor begin 2010 een clubtour door Nederland, dit doen ze samen met Destine en Only Seven Left. De clubtour, van januari tot april, blijkt een succes, want het is volledig uitverkocht. Direct na afloop van de tour wordt de band door radiozender 3FM tot 3FM Serious Talent uitgeroepen, voor de maanden april en mei. Dit gebeurt met hun debuutsingle From the Start. Ook werd de band door 3FM gevraagd om naar het grootste festival van Europa, Sziget, te gaan. Later stonden ze ook op Lowlands op de India Stage.
In augustus 2010 kwam MakeBelieve met hun tweede single, genaamd Another Night At The Disco en in januari 2011 kwamen ze met hun volgende single, Home. Alle drie de singles deden het bij TMF goed en stonden in de Supercharts. Debuutalbum City Lights kwam in dezelfde periode uit; het album bestaat uit drie ep's die samengevoegd kunnen worden in een verzamelhoes. Op 11 maart 2016 kondigde MakeBelieve aan op Facebook dat ze gingen stoppen. Op 23 april 2016 hebben ze in Vera Groningen het MakeBelieve Farewell Festival georganiseerd, waar de band hun laatste show speelde.

## Vertrek bandleden
Op 14 december 2011 verscheen er een nieuwsbericht op de website van MakeBelieve waarin stond dat bassist Jasper Mijwaard per 1 januari 2012 zou stoppen bij de band. Drummer en oorspronkelijk bandlid Pim de Mol liet op 4 februari 2013 weten dat hij zou stoppen.

## Bandleden
Laatste bandleden
- Joey Dussel – lead vocals (2006-2016)
- Marvin Fockens – gitaar, backing vocals (2007-2016)
- Björn Baay – gitaar, backing vocals (2008-2016)
- Joren Kuipers – basgitaar (2012-2016)
- Alusein Rosier – drums (2013–2016)

Oud bandleden
- Pim de Mol – drums (2006-2016)
- Marcel Schuijff – piano (2006-2007)
- Maarten Remans – piano (2006-2007)
- Jasper Mijwaard – basgitaar (2007-2012)
- Ricardo Balsma – piano (2011-2013)

## Discografie

### Albums
| Album met eventuele hitnotering(en) in de Nederlandse Album Top 100 | Datum van verschijnen | Datum van binnenkomst | Hoogste positie | Aantal weken | Opmerkingen |
| ------------------------------------------------------------------- | --------------------- | --------------------- | --------------- | ------------ | ----------- |
| City Lights*                                                        | 2010/2011             | -                     | -               | -            |             |
| Matter of Time*                                                     | 2016                  | -                     | -               | -            |             |

*Debuutalbum City Lights wordt als ep in 3 delen uitgebracht. Het eerste deel van het album kwam in oktober 2010 uit, het laatste deel is in juni 2011 verschenen.

### Singles
| Single met eventuele hitnotering(en) in de Nederlandse Top 40 | Datum van verschijnen | Datum van binnenkomst | Hoogste positie   | Aantal weken | Opmerkingen |
| ------------------------------------------------------------- | --------------------- | --------------------- | ----------------- | ------------ | ----------- |
| From The Start                                                | 2010                  | 07-08-2010            | TMF Superchart 20 | -            |             |
| Another Night At The Disco                                    | 2010                  | 18-09-2010            | TMF Superchart 13 | -            |             |
| Home                                                          | 2011                  | -                     | -                 | -            |             |
| Summerbeat                                                    | 2011                  | -                     | -                 | -            |             |
| Follow                                                        | 2014                  | -                     | -                 | -            |             |
| Cry Like Wolves                                               | 2015                  | 11-04-2015            | tip6              | -            |             |
| Bittersweet                                                   | 2015                  | -                     | -                 | -            |             |